# Andrzej Cieński (zm. 1789)
Andrzej Cieński herbu Pomian (zm. w 1789 roku) – stolnik brzeskokujawski w latach 1756–1765, starosta kruszwicki w latach 1765-1783.
Był elektorem Stanisława Augusta Poniatowskiego w 1764 roku z województwa brzeskokujawskiego.